# Trapsoul
Trapsoul è il primo album in studio del cantante statunitense Bryson Tiller, pubblicato il 25 settembre 2015.

## Tracce
1. Intro (Difference) – 1:31
2. Let Em' Know – 4:21
3. Exchange – 3:14
4. For However Long – 2:04
5. Don't – 3:18
6. Open Interlude – 2:41
7. Ten Nine Fourteen – 3:10
8. The Sequence – 3:14
9. Rambo – 3:43
10. 502 Come Up – 3:16
11. Sorry Not Sorry – 3:20
12. Been That Way – 3:19
13. Overtime – 3:38
14. Right My Wrongs – 4:09